# Carlos Alberto Gomes
Carlos Alberto, eller egentligen Carlos Alberto Gomes de Jesus, född 11 december 1984 i Rio de Janeiro, är en brasiliansk före detta fotbollsspelare.
Carlos Alberto började sin fotbollskarriär i Fluminense men köptes av FC Porto 2004. I och med säsongen 2007 till 2010 spelade han i tyska Werder Bremen. Carlos Alberto har även gjort fem landskamper för Brasilien.

## Utmärkelser
- Vinnare av Campeonato Carioca (Rio Stat Turnering) år 2002 med Fluminense Football Club
- Vinnare av Super Ligan (Portugal championship) år 2004 med FC Porto
- Vinnare av UEFA Champions League år 2004 med FC Porto
- Vinnare av Portugal’s SuperCup år 2004 med FC Porto
- Vinnare av Intercontinental Cup år 2004 med FC Porto
- Vinnare av Brasileirão år 2005 med Corinthians
- Vinnare av Copa do Brasil (Brasilianska Cupen) år 2007 med Fluminense Football Club